# Franciszek Kamecki
Franciszek Kamecki (ur. 3 października 1940 w Cekcynie) – polski poeta, duchowny katolicki.

## Życiorys
Ukończył Collegium Marianum, a następnie Wyższe Seminarium Duchowne w Pelplinie (1964) i teologię na Katolickim Uniwersytecie Lubelskim. Debiutował na łamach prasy w „Tygodniku Powszechnym” 19 czerwca 1960 wierszem „Nasz świat”. W następnych latach ukazywały się tam jego kolejne wiersze pisane pod pseudonimem Franciszek Damecki.
Pracę kapłańską jako wikariusz rozpoczął w Nowej Cerkwi, potem był w Gniewie (1966–1974). Po studiach na KUL-u (1974–1977) pracował w ośrodku akademickim „Emaus" w Bydgoszczy-Fordonie. W latach 1982–2015 był proboszczem parafii w Grucznie, a także wykładowcą homiletyki i teologii przepowiadania w Wyższym Seminarium Duchownym Diecezji Bydgoskiej, duszpasterzem akademickim, regionalistą, animatorem działań kulturalnych dla dzieci i młodzieży, organizatorem akcji charytatywnych (w tym z holenderską fundacją Flevoland helpt Polen, Caritasem czy Polskim Komitetem Pomocy Społecznej). Od 20 sierpnia 2015 dekretem biskupa pelplińskiego przeniesiony z urzędu proboszcza na emeryturę w parafii w Grucznie. 
Współautor albumów, scenariuszy i materiałów kościelnych. Jego utwory były drukowane w antologiach, almanachach, w czasopismach, w kraju i za granicą (w językach: niemieckim, angielskim, czeskim, słoweńskim i słowackim).
Należy do Stowarzyszenia Pisarzy Polskich, Towarzystwa Miłośników Ziemi Cekcyńskiej oraz Bydgoskiego Stowarzyszenia Artystycznego.

## Nagrody i odznaczenia
- Najciekawszy debiut roku na Ogólnopolskim Festiwalu Poezji w Łodzi (1974)
- Złoty Krzyż Zasługi RP (2000)
- Nominacja do nagrody Artusa, Książka Lata (2001)
- I miejsce w konkursie Interartus (2002)
- Feliks „Gazety Wyborczej Bydgoszczy i Torunia” dla ludzi sukcesu (2002)
- Medal „Za twórczy wkład w kulturę chrześcijańską” (Bydgoszcz, 2005)
- Pierścień Mechtyldy (Tczew 2006)
- Pióro Kociewskie (Tczew 2007)
- Honorowy Obywatel Miasta i Gminy Gniew (2009)
- Medal Prezydenta Miasta Bydgoszcz (2011)
- Chwalba Grzymisława Pelplin (2012)
- Nagroda Starosty Powiatu Świeckiego (2016)[3]

## Twórczość
- "Słowa na pustyni" antologia współczesnej poezji kapłańskiej Oficyna Poetów i Malarzy Londyn 1971 (16 utworów – poezje, debiut)
- "Parabole Syzyfa" Warszawa PIW 1974 – poezje
- "Sanczo i ocean" Warszawa LSW 1981 – poezje
- "Epilogi Jakuba. Wiersze z lat 1960-1981" Warszawa PIW 1986 – poezje
- "Borowiackie językowanie" Gruczno ksero, prywatnie 1989 – poezje
- "Drabiną do nieba" Pelplin Bernardinum 1997 – felietony
- "Ten co umywa nogi.Wiersze zebrane z lat 1960-2000" Pelplin Bernardinum 2001 – poezje
- "Skarga księdza. Nowy wybór wierszy" Sopot Towarzystwo Przyjaciół Sopotu i Dwumiesięcznik Literacki Topos (czasopismo) 2002 – poezje
- "Pejzaż osobisty" Kraków Nowum 2004 – poezje i proza w albumie, fotografie Małgorzata i Jerzy Karnasiewicz
- "Podsłuchiwanie siebie. Wybór wierszy" Bydgoszcz Galeria Autorska Jana Kai Jacka Solińskiego 2006 – poezje
- "Tam gdzie pędraki, zielsko i cisza" Bydgoszcz Galeria Autorska Jana Kai Jacka Solińskiego 2006 – poezje
- "Lustro" Warszawa LSW (2006 – poezje)
- "Narek kneze". Skarga księdza. Praga H&H Wydanie czesko-polskie. Na czeski tłum. Lenka Danhelova 2007 – poezje
- "Lustro" Warszawa LSW 2008 – poezje (Wydanie drugie)
- "Tam gdzie pędraki, zielsko i cisza" Bydgoszcz Galeria Autorska Jana Kai Jacka Solińskiego 2008 – poezje (wydanie drugie)
- "W drodze do Betlejem. Unterwegs nach Bethlehem" Bydgoszcz Galeria Autorska, Stuttgart 2009 – współautor razem z ks. Witoldem Broniewskim i Dorotą Sosnowską
- "V krajine zazraku" Praga, Polski Instytut w Pradze 2009
- "Brat opuszczonych" (Złoty jubileusz twórczości 1960-2010) Bydgoszcz Galeria Autorska Jana Kai Jacka Solińskiego 2010 – poezje
- "Podróże i przystanki" Pelplin Bernardinum 2010 – 25 felietonów (50 lat twórczości literackiej i 70 lat życia)
- "KAMECKI" Topolinek Projekt Topolinek 2010 – recytowane wiersze na tle muzyki (CD)
- "KUGLARZ i ŚWIADEK" Nowa Ruda Mamiko 2011 (wybór poezji 1961–2011)
- "Borowiackie językowanie (II)" Pelplin Bernardinum 2011 (utwory i poezje w gwarze borowiackiej), patronat wydawniczy Towarzystwa Miłośników Ziemi Cekcyńskiej.
- "Usiądź obok" Nowa Ruda Mamiko 2012 – wybrane prozy poetyckie
- "Fragment krajobrazu i myśli". Szkice wokół kościoła św. Jana Chrzciciela  w Grucznie (rysunki wykonane z natury - Łukasz Lewandowski, narracje poetyckie - x.Franciszek Kamecki), 10 kart z rysunkami i poezjami w specjalnej teczce kopercie) 2014
- "Gniew Czytanie miasta" (wiersze gniewskie)  Bydgoszcz Galeria Autorska 2017

## Filmy i publikacje poetycko-biograficzne
- "Przenoszenie wyobraźni" TV Puls Niepokalanów (1997, reż. Andrzej Danilewicz)
- "Na tyłach świata (portrety twórców)" TVP3 Bydgoszcz (2007, reż. Urszula Guźlecka)
- „Na tyłach świata? O poezji ks. Franciszka Kameckiego” PWN (2019, Prof. Anna Wzorek UJK)